# Santiago Ponzinibbio
Santiago Ponzinibbio (La Plata, 26 de setembro de 1986) é um lutador argentino de artes marciais mistas, compete atualmente no peso-meio-médio do Ultimate Fighting Championship.

## Carreira no MMA
Santiago ficou conhecido por lutar na Argentina e no Sul do Brasil, acumulando o recorde de 18 vitórias e apenas 1 derrota, terminando 16 das lutas. Santiago já foi campeão do São José Super Fight e defendeu o cinturão uma vez contra o Cleiton Duarte.

### The Ultimate Fighter Brasil 2
Santiago foi um dos 28 escolhidos para participar do The Ultimate Fighter: Brasil 2.
Na luta preliminar, ele enfrentou Thiago Silva Bel e venceu a luta por nocaute técnico no segundo round. Nas oitavas de final, Santiago derrotou Márcio Santos também por nocaute técnico, porém no primeiro round. A luta foi polêmica, Santiago golpeou Santos até ele cair, e o árbitro Mario Yamasaki interrompeu a luta, mas Santos parecia ainda consciente.
Nas quartas de final, ele enfrentou o seu companheiro de equipe Cleiton Duarte, com quem já havia lutado fora da casa. Santiago venceu por decisão unânime após dois rounds.
Na semifinal, Santiago enfrentou outro companheiro de equipe, dessa vez Leonardo Santos. Santiago venceu a luta por decisão dividida. Com a vitória, Santiago garantiu uma vaga na final contra o companheiro de equipe William Macario, porém uma lesão na mão sofrida na luta semifinal o tirou da final. Sendo substituído pelo seu adversário na semifinal Leonardo Santos.
Santiago ainda faturou os prêmios de Luta da Temporada, contra Leonardo Santos e Nocaute da Temporada, contra Márcio Pedra.

### Ultimate Fighting Championship
Santiago ganhou a luta nas semi-finais mas quebrou o braço e não pôde lutar na final contra William Macario mas mesmo acontecendo isto, Santiago foi contratado pelo UFC.
Santiago estreou no UFC contra o americano Ryan LaFlare no dia 9 de novembro de 2013 no UFC Fight Night: Belfort vs. Henderson II em Goiânia, Goiás. Santiago perdeu por decisão unânime.
Santiago era esperado para fazer sua segunda luta no UFC contra Jordan Mein em 19 de abril de 2014 no UFC on Fox: Werdum vs. Browne. Porém, uma lesão tirou Ponzinibbio do evento e ele foi substituído por Hernani Perpétuo. Ele também teve que se retirar da luta contra Ildemar Alcântara em 5 de Julho de 2014 no UFC 175 e foi substituído por Kenny Robertson.
Ponzinibbio era esperado para enfrentar Sérgio Moraes em 13 de Setembro de 2014 no UFC Fight Night: Pezão vs. Arlovski II. No entanto, Moraes se lesionou e foi substituído por Wendell Oliveira. Ele venceu a luta por nocaute técnico no primeiro round, em uma interrupção que foi muito contestada.
Santiago enfrentou Sean Strickland em 22 de Fevereiro de 2015 no UFC Fight Night: Pezão vs. Mir e venceu por decisão unânime dos juízes em excelente luta, acabando com a invencibilidade de 15 lutas de Strickland.
Ponzinibbio enfrentou Lorenz Larkin em 27 de Junho de 2015 no UFC Fight Night: Machida vs. Romero. Entretanto, ao travarem um combate muito emocionante, com direito trocação franca, o argentino não resistiu aos golpes contundentes do americano, que o nocauteou no segundo round. A luta ainda ganhou o prêmio de Luta da Noite.
Ponzinibbio enfrentou Andreas Stahl em 10 de Dezembro de 2015 no UFC Fight Night: Namajunas vs. VanZant e o venceu a luta por nocaute técnico.

## Cartel no MMA
| Cartel no MMA   |             |            |
| 38 lutas        | 30 vitórias | 8 derrotas |
| Por nocaute     | 17          | 4          |
| Por finalização | 6           | 0          |
| Por decisão     | 7           | 4          |

| Res.    | Cartel | Oponente                 | Método                            | Evento                                    | Data       | Round | Tempo | Local                           | Notas                                      |
| ------- | ------ | ------------------------ | --------------------------------- | ----------------------------------------- | ---------- | ----- | ----- | ------------------------------- | ------------------------------------------ |
| Vitória | 30-8   | Carlston Harris          | Nocaute Técnico (socos)           | UFC Fight Night: Dern vs. Ribas 2         | 11/01/2025 | 3     | 3:13  | Las Vegas, Nevada               |                                            |
| Derrota | 29-8   | Muslim Salikhov          | Decisão (dividida)                | UFC on ESPN: Namajunas vs. Cortez         | 13/07/2024 | 3     | 5:00  | Denver, Colorado                |                                            |
| Derrota | 29-7   | Kevin Holland            | Nocaute (soco)                    | UFC 287: Pereira vs. Adesanya 2           | 08/04/2023 | 3     | 3:16  | Miami, Flórida                  |                                            |
| Vitória | 29-6   | Alex Morono              | Nocaute (socos)                   | UFC 282: Błachowicz vs. Ankalaev          | 10/12/2022 | 3     | 4:29  | Las Vegas, Nevada               | Luta em Peso Casado; Performance da Noite. |
| Derrota | 28-6   | Michel Pereira           | Decisão (dividida)                | UFC Fight Night: Holm vs. Vieira          | 21/05/2022 | 3     | 5:00  | Las Vegas, Nevada               | Luta da Noite.                             |
| Derrota | 28-5   | Geoff Neal               | Decisão (dividida)                | UFC 269: Oliveira vs. Poirier             | 11/12/2021 | 3     | 5:00  | Las Vegas, Nevada               |                                            |
| Vitória | 28-4   | Miguel Baeza             | Decisão (unânime)                 | UFC Fight Night: Rozenstruik vs. Sakai    | 05/06/2021 | 3     | 5:00  | Las Vegas, Nevada               |                                            |
| Derrota | 27-4   | Li Jingliang             | Nocaute (soco)                    | UFC on ABC: Holloway vs. Kattar           | 16/01/2021 | 1     | 4:25  | Abu Dhabi                       |                                            |
| Vitória | 27-3   | Neil Magny               | Nocaute (soco)                    | UFC Fight Night: Magny vs. Ponzinibbio    | 17/11/2018 | 4     | 2:36  | Buenos Aires                    | Performance da Noite.                      |
| Vitória | 26-3   | Mike Perry               | Decisão (unânime)                 | UFC on Fox: Lawler vs. dos Anjos          | 16/12/2017 | 3     | 5:00  | Winnipeg, Manitoba              |                                            |
| Vitória | 25-3   | Gunnar Nelson            | Nocaute (socos)                   | UFC Fight Night: Nelson vs. Ponzinibbio   | 16/07/2017 | 1     | 1:22  | Glasgow                         | Performance da Noite.                      |
| Vitória | 24-3   | Nordine Taleb            | Decisão (unânime)                 | UFC Fight Night: Lewis vs. Browne         | 19/02/2017 | 3     | 5:00  | Halifax, Nova Escócia           |                                            |
| Vitória | 23-3   | Zak Cummings             | Decisão (unânime)                 | UFC Fight Night: Rodríguez vs. Caceres    | 06/08/2016 | 3     | 5:00  | Salt Lake City, Utah            |                                            |
| Vitória | 22-3   | Court McGee              | Nocaute Técnico (socos)           | UFC on Fox: Teixeira vs. Evans            | 16/04/2016 | 1     | 4:15  | Tampa, Flórida                  |                                            |
| Vitória | 21-3   | Andreas Stahl            | Nocaute Técnico (socos)           | UFC Fight Night: Namajunas vs. VanZant    | 10/12/2015 | 1     | 4:25  | Las Vegas, Nevada               |                                            |
| Derrota | 20-3   | Lorenz Larkin            | Nocaute Técnico (socos)           | UFC Fight Night: Machida vs. Romero       | 27/06/2015 | 2     | 3:07  | Hollywood, Flórida              | Luta da Noite.                             |
| Vitória | 20-2   | Sean Strickland          | Decisão (unânime)                 | UFC Fight Night: Pezão vs. Mir            | 22/02/2015 | 3     | 5:00  | Porto Alegre, Rio Grande do Sul |                                            |
| Vitória | 19-2   | Wendell Oliveira         | Nocaute Técnico (socos)           | UFC Fight Night: Pezão vs. Arlovski II    | 13/09/2014 | 1     | 1:20  | Brasília, Distrito Federal      |                                            |
| Derrota | 18-2   | Ryan LaFlare             | Decisão (unânime)                 | UFC Fight Night: Belfort vs. Henderson II | 09/11/2013 | 3     | 5:00  | Goiânia, Goiás                  | Estreia no UFC                             |
| Vitória | 18-1   | Cleiton Duarte           | Finalização (guilhotina)          | São José Super Fight 2                    | 09/06/2012 | 1     | 2:38  | São José, Santa Catarina        | Defendeu o cinturão São José Super Fight.  |
| Vitória | 17-1   | Sebastião Junior         | Nocaute Técnico (socos)           | Insano Empalux - Grand Prix               | 02/03/2012 | 1     | 2:12  | São José, Santa Catarina        |                                            |
| Vitória | 16-1   | Diego Vieira             | Finalização (armlock)             | Insano Empalux - Grand Prix               | 02/03/2012 | 1     | 1:59  | São José, Santa Catarina        |                                            |
| Vitória | 15-1   | William Dias             | Nocaute Técnico (desistência)     | Monster Black Combat                      | 12/12/2011 | 2     | 5:00  | Rio Grande, Rio Grande do Sul   |                                            |
| Vitória | 14-1   | Sebastião Junior         | Nocaute Técnico (socos)           | São José Super Fight 1                    | 01/11/2011 | 1     | 2:00  | São José, Santa Catarina        | Ganhou o Cinturão do São José Super Fight. |
| Vitória | 13-1   | Lucas Nascimento         | Nocaute Técnico (lesão no joelho) | Nitrix - Champion Fight 8                 | 17/09/2011 | 1     | 1:30  | Joinville, Santa Catarina       |                                            |
| Vitória | 12-1   | Deivid Santos            | Nocaute (chute na cabeça)         | Nitrix - Champion Fight 8                 | 17/09/2011 | 3     | 0:15  | Joinville, Santa Catarina       |                                            |
| Derrota | 11-1   | Leonardo Mafra           | Nocaute Técnico (socos)           | Centurion Mixed Martial Arts 2            | 09/07/2011 | 1     | 3:17  | Itajaí, Santa Catarina          |                                            |
| Vitória | 11-0   | Geverson Pereira Bergamo | Finalização                       | Brazilian Fight League 9                  | 06/12/2010 | 1     | 0:00  | Curitiba, Paraná                |                                            |
| Vitória | 10-0   | Yuri Fraga               | Decisão (unânime)                 | Amazon Fight 5                            | 14/11/2010 | 3     | 5:00  | Belém, Pará                     |                                            |
| Vitória | 9-0    | Felipe Santos            | Nocaute Técnico (socos)           | EFC - Expo Fighting Championship          | 21/08/2010 | 1     | 4:25  | Sorocaba, São Paulo             |                                            |
| Vitória | 8-0    | Henrique Inseto          | Nocaute Técnico (socos)           | Hero Kombat 1                             | 24/04/2010 | 2     | 4:53  | São Sebastião, São Paulo        |                                            |
| Vitória | 7-0    | Ezequiel Ricci           | Decisão (unânime)                 | Real Fights 7 - Apocalypse Night          | 23/03/2010 | 3     | 5:00  | Buenos Aires                    |                                            |
| Vitória | 6-0    | Andrez Jimenez           | Finalização (mata-leão)           | AFC - Argentina Fighting Championships    | 27/11/2009 | 1     | 3:12  | Buenos Aires                    |                                            |
| Vitória | 5-0    | Diego Lopez              | Finalização (guilhotina)          | Explotion Fight Night 2                   | 01/12/2009 | 1     | 2:31  | Mar del Plata                   |                                            |
| Vitória | 4-0    | Matias Sosa Campi        | Finalização (kimura)              | Real Fights 6 - Respect                   | 29/09/2009 | 0     | 0:00  | Buenos Aires                    |                                            |
| Vitória | 3-0    | Emiliano Candau          | Nocaute Técnico (socos)           | Cupide del MMA 2                          | 07/12/2008 | 2     | 3:12  | Rosário                         |                                            |
| Vitória | 2-0    | Lucas Funes              | Nocaute Técnico (socos)           | Cupide del MMA 1                          | 05/11/2008 | 1     | 1:30  | Rosário                         |                                            |
| Vitória | 1-0    | Gaston Micucci           | Nocaute (chute na cabeça)         | Copa Desafio                              | 19/07/2008 | 3     | 3:13  | La Plata                        |                                            |